# لويز كروفورد
لويز كروفورد (بالإنجليزية: Louise Crawford)‏ هي ممثلة أسترالية، ولدت في 1978.

## وصلات خارجية
- لويز كروفورد على موقع IMDb (الإنجليزية)
- لويز كروفورد على موقع قاعدة بيانات الفيلم (الإنجليزية)